# Zombillénium (film)
Pour plus de détails, voir Fiche technique et Distribution.
Zombillénium est un film d'animation franco-belge écrit et réalisé par Arthur de Pins et Alexis Ducord, sorti en 2017. Il s'agit d'une adaptation de la bande-dessinée Zombillénium.
Le film se déroule dans le parc d’attractions d’épouvante Zombillénium. Les monstres ont le blues. Non seulement, zombies, vampires, loups garous et autres démons sont de vrais monstres dont l’âme appartient au Diable à jamais, mais en plus ils sont fatigués de leur job, fatigués de devoir divertir des humains consuméristes, voyeuristes et égoïstes, bref, fatigués de la vie de bureau en général, surtout quand celle-ci est partie pour durer une éternité.

## Synopsis
Hector Saxe, contrôleur des normes, est un père veuf qui peine à accorder toute l'attention nécessaire à sa fille Lucie. Il décide d'inspecter le parc d'attractions Zombillénium, qui met en scène des images horrifiques où se produisent zombies, vampires et loups-garous. Durant la visite, Hector échappe à la vigilance de Francis, le directeur du parc, et découvre l'impensable vérité : le personnel du parc est véritablement constitué de créatures surnaturelles, Francis ayant suggéré au diable, Béhémoth, de mettre sur pied ce parc d'attractions pour exploiter financièrement l'intérêt des humains pour le fantastique.
Ayant découvert le secret du parc, Hector ne peut être autorisé à retourner dans le monde des humains : Francis, un vampire, le mord, ce qui conduit à son décès, pour le plus grand chagrin de Lucie. Apparemment devenu un zombie après avoir été mordu à la fois par Francis et par Blaise, loup-garou responsable des ressources humaines, Hector n'a d'autre choix que de rester au sein du parc où il est désormais employé. Il essaye brièvement de s'enfuir et de revenir auprès des humains, mais en est empêché par Gretchen, une sorcière en stage à Zombillénium, qui le sauve d'un humain qui cherchait à abattre Hector (l'ayant vu sous sa nouvelle apparence et considérant qu'Hector est mort et enterré).
Hector se résigne à travailler à Zombillénium après avoir involontairement fait peur à sa fille, et aide notamment le train fantôme, géré par les zombies, à retrouver le succès, ce qui lui assure notamment l'amitié de Sirius, responsable syndical des employés. Le succès des zombies n'est toutefois pas du goût de tous : en effet, il se fait au détriment de l'attractivité des vampires, mené par le jeune Steven qui se produit notamment sur la grande roue, et qui voit d'un mauvais œil la présence d'Hector, ce qui le pousse à continuer à rabaisser les zombies, surtout parce qu’il perd en fréquentation dans son attraction en faveur du train fantômes. Francis doit alors s'efforcer d'apaiser les rivalités, d'autant que le parc, en difficulté financière, doit recevoir la prochaine visite d'investisseurs pour empêcher la fermeture du parc et de la condamnation en enfers pour les employés.
Cette dernière tourne toutefois au fiasco pour Francis et les zombies. En effet, Steven a saboté les attractions dont s'occupent ces derniers et empêché Hector de se montrer afin de mettre les vampires en avant, et a passé un pacte avec Béhémoth pour remplacer Francis à la tête du parc. Cela provoque l'ire de Gretchen, qui avait jusqu'ici des sentiments pour Steven, mais elle y perd ses pouvoirs de sorcière après avoir tenté de s'opposer à Béhémoth, son père. Le parc, désormais renommé Vampirama, ne met plus en scène que des vampires, tandis que les zombies, ainsi que Francis, sont relégués aux enfers (le niveau le plus souterrains du parc où les employés relégués participe à l'alimentation des systèmes des attractions en poussant une énorme roue gardée par un cerbère).
Toutefois, la situation est bouleversée par la venue de Lucie. Cette dernière, croyant reconnaître son père sur les anciennes affiches publicitaires de Zombillénium, est enfin parvenue à échapper à la vigilance de son institutrice pour se rendre au parc. Elle y rencontre Gretchen qui, en apprenant qu'elle est la fille d'Hector, conseille à Lucie de passer une annonce vocale dans le parc. Hector entend le message, de même que Steven, qui s'empare de Lucie et l'enlève. Fou de rage, Hector décuple ses pouvoirs et parvient à s'enfuir des enfers. Croisant Gretchen, il la remercie d'avoir pris soin de Lucie : en touchant Gretchen, il restaure sans s'en rendre compte les pouvoirs de cette dernière, indiquant qu'Hector n'est pas un zombie, mais un démon.
Tandis que l'ensemble des zombies se révoltent contre les vampires, Hector se lance à la poursuite de Steven, rattrapant ce dernier au niveau des montagnes russes. Profitant du fait que Lucie se soit échappée dans l'un des chariots, Steven échappe à Hector et sabote les rails, ce qui mènerait Lucie vers une chute mortelle. Gretchen, après avoir combattu les vampires en ouvrant des brèches dans le ciel couvert pour faire apparaître le soleil et forcer les vampires à fuir, tente tant bien que mal d'aider Hector et Lucie. Néanmoins, les chariots finissent par s'écraser, mais Lucie survit : Hector s'est retrouvé doté d'ailes démoniaques qui lui ont permis d'échapper à la catastrophe après avoir rejoint Lucie.
Le parc reprend alors son nom d'origine et remet les zombies au premier plan (Steven, quant à lui, a dû prendre la fuite, poursuivi par les avances de l'ancienne institutrice de Lucie qui s'est éprise de lui). Francis redevient directeur de Zombillénium, dont Hector est à présent la tête d'affiche ; tandis que Hector et Gretchen se dirigent vers une relation plus romantique tout en s'occupant de Lucie.

## Fiche technique
| |  |  |
| Arthur de Pins et Alexis Ducord à l'avant-première du film à l'occasion du festival international du film d'animation d'Annecy 2017. |  |  |

- Titre : Zombillénium
- Réalisation : Arthur de Pins et Alexis Ducord
- Scénario : Arthur de Pins et Alexis Ducord, d'après la bande dessinée
- Animation : David Nasser
- Montage : Benjamin Massoubre
- Son : Yann Lacan, Côme Jalibert
- Musique : Éric Neveux et Mat Bastard, chanteur du groupe Skip the Use
- Producteur : Henri Magalon, Léon Perahia
  - Coproducteur : Marc Bonny, Arnauld Boulard et Azmina Goulamaly
  - Producteur exécutif : Henri Magalon et Jean-Michel Spiner
- Production : Maybe Movies, Belvision
- Coproductions : France 3 Cinéma, 2 Minutes, Pipangaï, Dupuis Audiovisuel, Gao Shan Pictures
- Distribution : Gebeka Films
- Pays d’origine :  France /  Belgique
- Format : couleur
- Genre : animation
- Durée : 80 minutes
- Dates de sortie :
  - France :
    - 12 juin 2017 (FIFA 2017)
    - 18 octobre 2017 (en salles)

## Distribution
- Emmanuel Curtil : Hector Saxe
- Kelly Marot : Gretchen
- Mathieu-Emmanuel « Mat Bastard » Monnaert : Sirius
- Alexis Tomassian : Steven
- Alain Choquet : Francis
- Esther Corvez-Beaudoin : Lucie
- Fily Keita : la maîtresse
- Jean-Christophe Quenon : Blaise
- Gilbert Levy : Aton
- Claire Beaudoin : Miranda
- Hervé Caradec : Sylvain
- Emmanuel Jacomy : Le Diable/Béhémoth
- Véronique Ataly : une actionnaire
- Philippe Leroy : Kit, un actionnaire
- Antoine Fleury : Bernard, un actionnaire
- Hugues Boucher : actionnaire #5 / Le barman
- Maëlys Ricordeau : Poulpinette / Cyclopette
- Lucia Sanchez : Dolores
- Arthur de Pins : José
- Juliette Gesteau : Pénélope
- Mila Wiggins : fillette
- Audrey Lebihan : jeune fille
- Nicolas Dangoise : zombie
- Voix additionnelles : Martial Biais, François Jussaume, Wassim Rachi, Marie-Laure Dougnac, Mathias Kozlowski, Kaycie Chase, Ludovic Baujin

## Bande-annonce
Lors du Festival de Cannes 2017, le film est diffusé, donnant lieu à la sortie de la bande-annonce. Une version publiée par une chaîne Youtube comporte deux extraits du film. On y retrouve Gretchen, Sirius, Francis, Blaise et d'autres personnages de la bande dessinée. Néanmoins, Aurélien n'y figure pas, et son rôle semble avoir été remplacé par Hector, contrôleur des normes (il semble posséder des capacités similaires, ainsi qu'un comportement proche : la non-acceptation de sa transformation). Alors qu'il visite l'entreprise, Francis le transforme en vampire, jugeant qu'il a découvert des informations qu'il n'aurait pas dû connaître. N'acceptant pas sa mort, l'homme cherche à s'enfuir pour retrouver sa fille. Bien évidemment, c'est impossible. Il faut aussi noter la présence d'un nouveau vampire, jeune, ne figurant pas dans la BD. Ce dernier semble être lié avec Behemoth.

## Liens avec la bande dessinée
Outre quelques répliques reprises directement de la BD, il s'avère que le film est une préquelle de celle-ci : le personnage de Lucie, devenue adulte et sorcière, apparaît dès le tome 4 sous le nom de Charlotte Hawkins, de même que celui d'Hector, sous son nom démoniaque Abaddon, qui se contente d'apparitions muettes jusqu'au tome 6. Un passage dans ce dernier fait directement le lien avec le film, expliquant le parcours ultérieur d'Hector et de Lucie vis à vis de Gretchen.
Dans le film, les enfers (désignés dans la BD comme le niveau -9) sont bien plus petits : les employés virés, restés habillés, ne tournent qu'une seule roue, gardés par un cerbère, et semblent rejoindre le niveau par l'ascenseur. Dans la BD, ils sont téléportés sur une plateforme pentacle lors du déchirement de leur contrat, sont nus et actionnent une des nombreuses machineries du niveau, placés et surveillés par plusieurs démons.
Par ailleurs, on peut relever une incohérence dans les origines de Sirius : dans le film, après avoir prétendu être un militant noir exécuté sur la chaise électrique en Louisiane (comme au début du tome 1), il avoue ses véritables origines, celles d'un rockeur ayant signé un contrat avec le diable, victime d'un accident de la route sur le chemin de son premier concert à Zombillénium (histoire mise en images dans le clip de la chanson Nameless World de Skip the Use). Par conséquent, Aton, présent lors de cette révélation, ne devrait pas croire Sirius lorsqu'il raconte son histoire au début du tome 1.